# حامل الأكياس مغربي
حامل الأكياس مغربي (الاسم العلمي: Coleophora maroccana) هي عثة من عائلة حاملات الأكياس.